# Heliophanus machaerodus
Heliophanus machaerodus là một loài nhện trong họ Salticidae.
Loài này thuộc chi Heliophanus. Heliophanus machaerodus được Eugène Simon miêu tả năm 1909.